# Александер фон Хоенлое-Валденбург-Шилингсфюрст
Леополд Александер Франц Емерих фон Хоенлое-Валденбург-Шилингсфюрст (на немски: Leopold Alexander Franz Emmerich zu Hohenlohe-Waldenburg-Schillingsfürst; * 17 август 1794, Купферцел; † 14 ноември 1849, Фьослау при Виена) е принц от Хоенлое-Валденбург-Шилингсфюрст, католически духовник и чудотворен лечител, титулярен епископ на Сардика (Сердика), абат на „Св. Михаел“, Габорян в Унгария.

## Биография
Той е най-малкият син на княз Карл Албрехт II фон Хоенлое-Валденбург-Шилингсфюрст (1742 – 1796) и втората му съпруга унгаската баронеса Юдит Анна Франциска Ревицки де Ревисние (1753 – 1836). По-големите му братя са князете Карл Албрехт III (1776 – 1843) и Франц Йозеф (1787 – 1841).
Александер следва теология във Виена и Берн и през 1815 г. е помазан за свещеник. След една година той влиза в Малтийския орден. През 1819 г. става епископски викар и от 1821 г. капитулар на Бамберг.
Александер смята, че чрез молитви може да лекува. Папа Пий VII му забранява да лекува публично. През 1822 г. той бяга във Виена и получава от кайзер Франц I службата домхер в Гросвардеин, където става също генерален викар.
През 1844 г. папа Григорий XVI го номинира на титулярен епископ на Сардика. През 1848 г. Александер трябва да избяга от революцията в Унгария и умира след една година при племенника му, графът фон Фриз, син на сестра му Мария Терезия (1779 – 1819). Чичо му Франц Карл Йозеф фон Хоенлое-Валденбург-Шилингсфюрст е от 1818 до 1819 г. епископ на Аугсбург.
Александер е автор на множество теологични произведения, които са публикувани през 1851 г. Той умира на 55 години на 14 ноември 1849 г. във Фьослау при Виена и е погребан там.